# Nicolas Savinaud
Nicolas Savinaud, né le 20 novembre 1975 à Fontenay-le-Comte, est un footballeur français.

## Présentation
Son poste de prédilection est milieu de terrain, mais il a la particularité d'avoir évolué à presque tous les postes du terrain, selon les besoins de ses entraineurs : en milieu ou en défense, aussi bien à gauche qu'à droite. Il jouera même gardien de but lors d'un Nantes/Troyes de la saison 2005-2006 de Ligue 1 à la suite de l'expulsion du gardien Mickaël Landreau, alors que l'entraineur Serge Le Dizet avait déjà effectué tous ses remplacements.
Lors de la fin de la saison 2004-2005, il est l'un des hommes-clés du redressement et du maintien du FC Nantes; notamment le 28 mai 2005 pendant la dernière journée de championnat lors du match Nantes/Metz, par la passe décisive qu'il adressa à Mamadou Diallo et qui permit au club de se maintenir miraculeusement en Ligue 1 contre-toute attente.
En juin 2007, en fin de contrat, et sans proposition des dirigeants nantais (qui lui avaient volontairement fait jouer moins de matchs que prévu dans une clause de son contrat pour qu'il n'obtienne pas un renouvellement automatique de celui-ci…), il quitte par défaut son club de cœur pour rejoindre l'EA Guingamp, alors même qu'il souhaitait prolonger l'aventure au FC Nantes malgré la relégation pour terminer sa carrière au sein du club qui l'a vu débuter le 11 novembre 1995.
Il sera capitaine de l'En Avant de Guingamp avant de résilier à l'amiable son contrat en janvier 2009.
Il s'engage en janvier 2009 avec le Vannes OC avec lequel il va vivre la fin de la fantastique épopée vannetaise en Coupe de la Ligue en jouant la demi-finale remportée contre Nice et assisté à la finale sur le banc. Il est libéré en juin par son club, et reste sans contrat pendant plusieurs mois. Lors de sa recherche d'un nouveau club, il s'était fixé en banlieue nantaise où il habite toujours pour continuer à s'entraîner à Carquefou. D'ailleurs, il finit par s'engager avec l'USJA Carquefou en février 2010 où il effectuera deux petites saisons en compagnie de son ancien compère-ami, Frédéric Da Rocha. Clin d’œil adressé par Denis Renaud, l'entraîneur de l'USJA, ils finissent leur carrière nationale ensemble le 29 mai 2011 où Da Rocha titulaire laissera sa place à Savinaud à la 78e minute, les deux acclamés par le public.
Il se reconvertit dans l'immobilier à Cholet tout en prenant sa licence avec le SO Cholet en CFA 2 où il retrouve son ancien coéquipier au FCN, Charles Devineau.
Il a décidé pour la saison 2013/2014 pour finir sa carrière de s'engager avec le club qui l'a formé, le F.C. Nord 17. Égal à lui-même et toujours avec ses valeurs qui lui sont propres, il apporte son expérience à ce club qui évolue en PL (9e division), issu de la fusion de divers clubs dont celui de Marans où il avait commencé le football et où son père avait été le président.
Il fait également quelques apparitions dans l'émission de L'Équipe du Soir sur la chaîne de la TNT L'Équipe 21 lors du Mondial 2014.
Il est depuis le 1er avril 2016, après avoir été chef du projet, directeur du complexe de loisirs "L'autre Usine" à Cholet.
Fin 2016, il quitte l'aventure de L'Autre Usine pour se recentrer sur sa passion : le foot.

## Palmarès
- Champion de France de ligue 1 saison 2000 - 2001 avec le FC Nantes
- Vainqueur de la Coupe de France en 1999 et 2000 avec le FC Nantes
- Vainqueur du Trophée des champions en 1999 et 2001 avec le FC Nantes
- Finaliste de la Coupe de la Ligue en 2004 et 2009 avec le FC Nantes puis avec le Vannes OC

## Statistiques
| Saison              | Club           | Pays   | Championnat     | Championnat | Championnat | Championnat  | Championnat  | Coupe d'Europe | Coupe d'Europe | Coupe d'Europe |
| Saison              | Club           | Pays   | Division        | Matchs      | Buts        | Carton jaune | Carton rouge | Type           | Matchs         | Buts           |
| ------------------- | -------------- | ------ | --------------- | ----------- | ----------- | ------------ | ------------ | -------------- | -------------- | -------------- |
| 1995-1996           | FC Nantes      | France | Division 1      | 8           | 1           | 1            | 0            | C1             | 1              | 0              |
| 1996-1997           | FC Nantes      | France | Division 1      | 30          | 2           | 1            | 0            | -              | -              | -              |
| 1997-1998           | FC Nantes      | France | Division 1      | 31          | 2           | 3            | 0            | C3             | 2              | 0              |
| 1998-1999           | FC Nantes      | France | Division 1      | 21          | 1           | 2            | 0            | -              | -              | -              |
| 1999-2000           | FC Nantes      | France | Division 1      | 28          | 1           | 3            | 0            | C3             | 5              | 0              |
| 2000-2001           | FC Nantes      | France | Division 1      | 25          | 2           | 0            | 0            | C3             | 2              | 0              |
| 2001-2002           | FC Nantes      | France | Division 1      | 25          | 2           | 4            | 0            | C1             | 5              | 0              |
| 2002-2003           | FC Nantes      | France | Division 1      | 29          | 2           | 6            | 0            | -              | -              | -              |
| 2003-2004           | FC Nantes      | France | Division 1      | 26          | 1           | 3            | 0            | -              | -              | -              |
| 2004-2005           | FC Nantes      | France | Division 1      | 36          | 6           | 1            | 1            | -              | -              | -              |
| 2005-2006           | FC Nantes      | France | Division 1      | 28          | 0           | 1            | 0            | -              | -              | -              |
| 2006-2007           | FC Nantes      | France | Division 1      | 20          | 0           | 1            | 0            | -              | -              | -              |
| 2007-2008           | EA Guingamp    | France | Division 2      | 38          | 7           | 4            | 0            | -              | -              | -              |
| 2008 - janvier 2009 | EA Guingamp    | France | Division 2      | 7           | 0           | 0            | 0            | -              | -              | -              |
| janvier 2009 - 2009 | Vannes OC      | France | Division 2      | 14          | 0           | 3            | 0            | -              | -              | -              |
| février 2010-2010   | USJA Carquefou | France | CFA             | 3           | 1           | ?            | ?            | -              | -              | -              |
| 2010-2011           | USJA Carquefou | France | CFA             | 3           | 0           | -            | -            | -              | -              | -              |
| 2011-2012           | SO Cholet      | France | CFA 2           | ?           | ?           | ?            | ?            | -              | -              | -              |
| 2013-2014           | FC Nord 17     | France | Promotion Ligue | >6          | -           | -            | -            | -              | -              | -              |